# Ratusz w Białej Piskiej
Ratusz w Białej Piskiej – ratusz znajdujący się przy ulicy Mickiewicza. Obecnie mieści Urząd Miasta i Gminy Biała Piska, Urząd Stanu Cywilnego, komisariat policji i bank.
Ratusz został wybudowany w końcu XVIII wieku. Był kilkakrotnie remontowany. Posiada dwie kondygnacje i piwnice. Został zbudowany na planie litery "L". W narożniku budowli usytuowana jest pęćiokondygnacyjna, ośmioboczna wieża, zakończona hełmem z blachy. Ratusz poddano restauracji w latach 1990-1992.